# Гостьова
Гостьова (словац. Hosťová) — село, громада округу Нітра, Нітранський край. Кадастрова площа громади — 4.78 км².
Населення 389 осіб (станом на 31 грудня 2018 року).

## Історія
Гостьова згадується 1232 року.

## Населення
| Рік:            | 1994. | 2004.   | 2014.   | 2024.    |
| --------------- | ----- | ------- | ------- | -------- |
| Кількість осіб: | 390   | 368     | 373     | 428      |
| Різниця:        |       | -5,64 % | +1,35 % | +14,74 % |

| Рік:            | 2023. | 2024.   |
| --------------- | ----- | ------- |
| Кількість осіб: | 433   | 428     |
| Різниця:        |       | -1,15 % |